# Twarzą w twarz (film 1976)
Twarzą w twarz (szw. Ansikte mot ansikte) – szwedzki film fabularny z 1976 roku w reżyserii Ingmara Bergmana. Film przedstawia rozkład osobowości psychiatry, dr. Jenny Isaksson, spowodowany postępującą chorobą psychiczną.
Obraz dobrze przyjęła krytyka, przyznając mu Nagrodę Główną Złotego Globu dla najlepszego filmu zagranicznego w 1977 roku. Kreacja odgrywającej jej rolę Liv Ullmann została doceniona przez krytyków nominacjami do nagród BAFTA, Oscara oraz Złotego Globu w 1977 roku w kategorii najlepsza aktorka. Ponadto Ingmar Bergman za reżyserię Twarzą w twarz był w 1977 roku nominowany do Oscara.

## Obsada
- Liv Ullmann – Dr. Jenny Isaksson
- Sven Lindberg – Mąż Jenny
- Erland Josephson – Dr. Tomas Jacobi
- Marianne Aminoff – Matka Jenny
- Gösta Prüzelius – Ojciec Jenny
- Gunnar Björnstrand – Dziadek Jenny
- Aino Taube – Babcia Jenny
- Ulf Johansson – Helmuth Wankel
- Gösta Ekman – Mikael Strömberg
- Kari Sylwan – Maria
- Lena Olin – asystent
- Rebecca Pawlo – asystent
- Göran Stangertz – Rapist
- Tore Segelcke – kobieta
- Kristina Adolphson – Pielęgniarka Veronika